# Guny
 Guny  là một xã ở tỉnh Aisne, vùng Hauts-de-France thuộc miền bắc nước Pháp.

## Ảnh

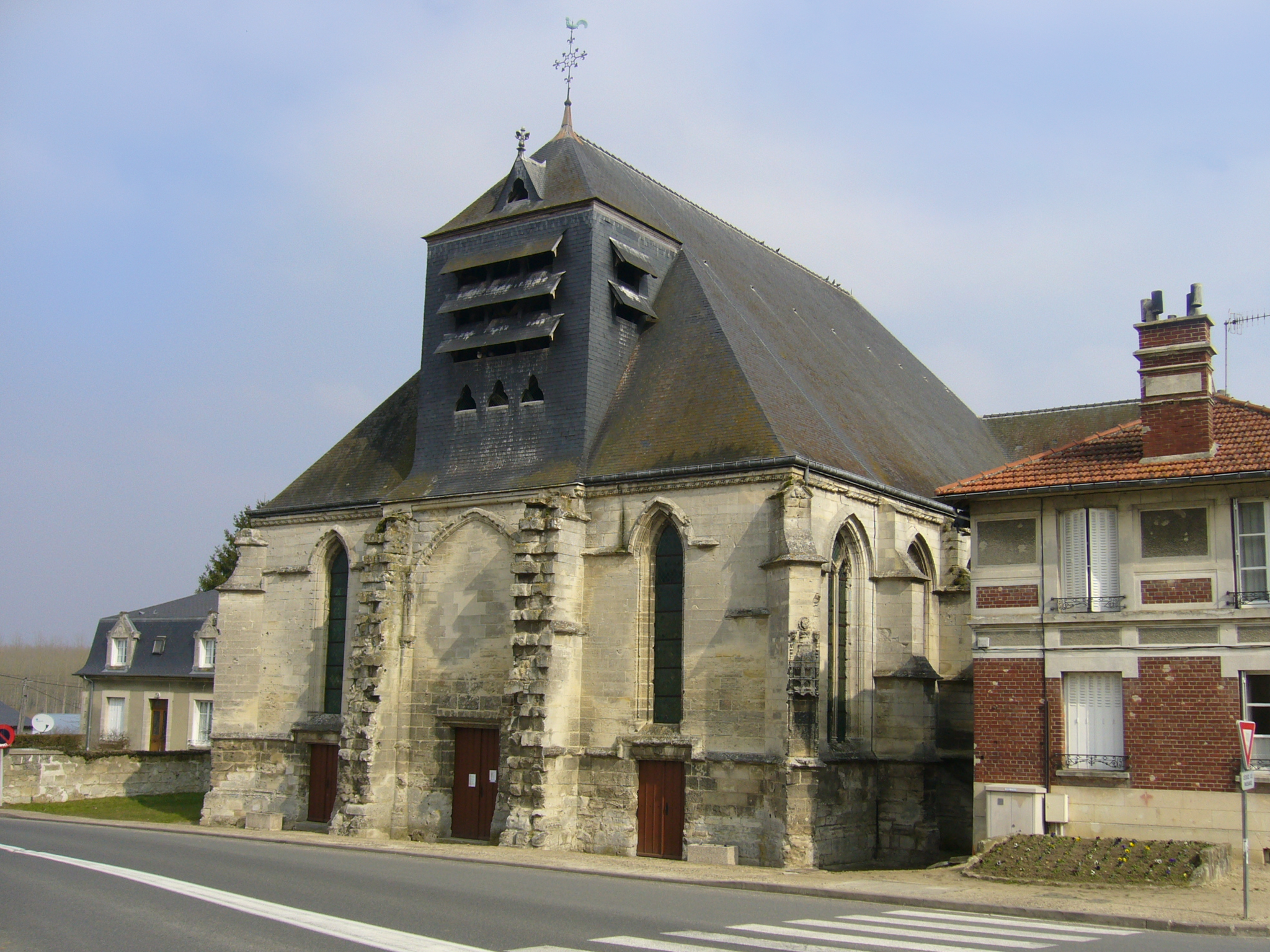
Guny, St Georges' church
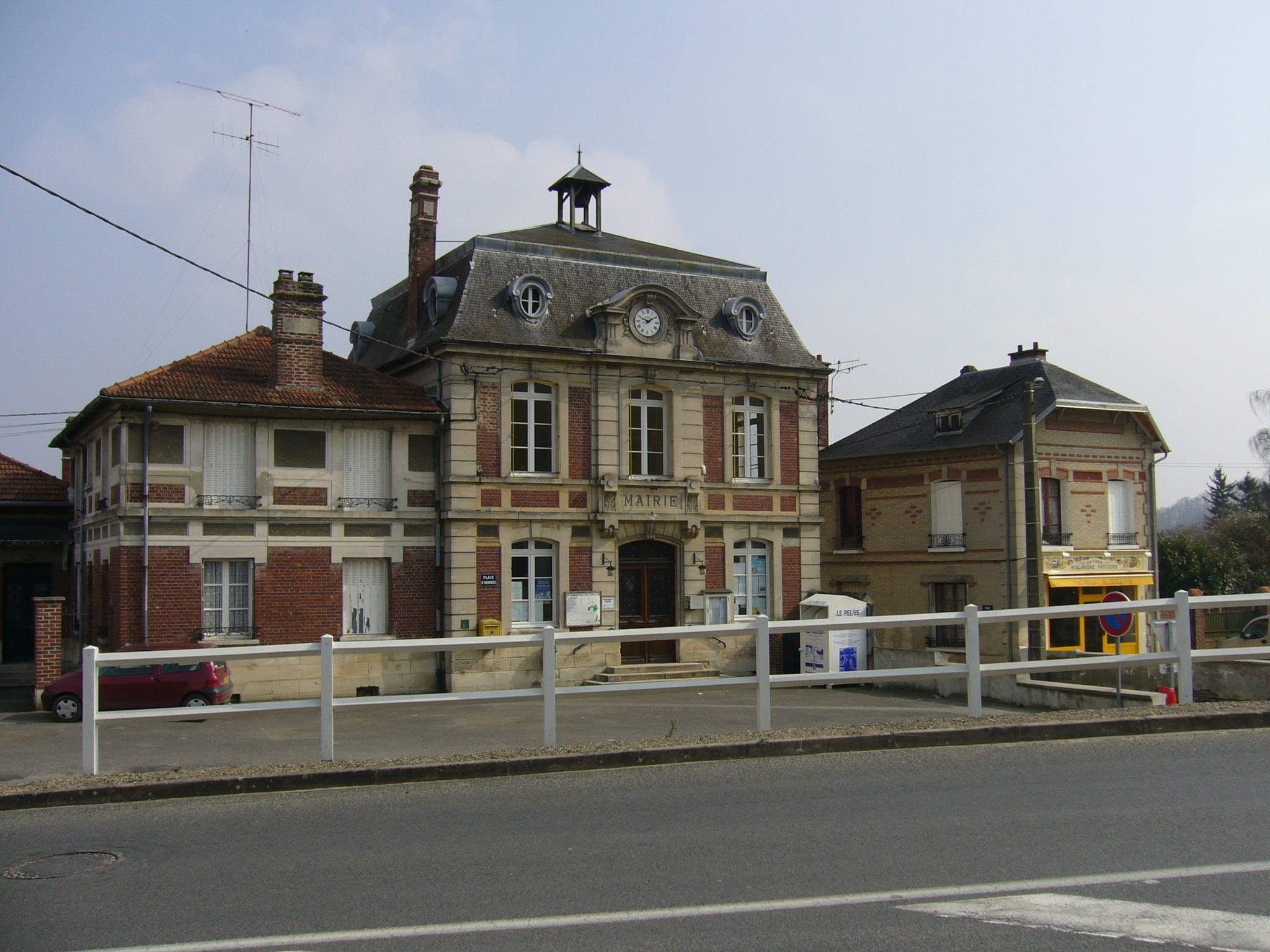
Guny, Council
Guny, Canal Oise to AisneGuny, Canal Oise to Aisne